# Hecatompeda pyrocephala
Hecatompeda pyrocephala är en fjärilsart som beskrevs av Edward Meyrick 1929. Hecatompeda pyrocephala ingår i släktet Hecatompeda och familjen äkta malar. Inga underarter finns listade i Catalogue of Life.